# 5842 Cancelli
5842 Cancelli este o planetă minoră (asteroid), cu un diametru de 5,59 km, din centura de asteroizi. A fost descoperită pe 8 februarie 1986 la Observatorul La Silla de Henri Debehogne. 
Obiectul prezintă o orbită caracterizată de o semiaxă mare de 2,584501 UAi, o excentricitate de 0,13, o înclinație de 13,9238 ° în raport cu ecliptica.